# Teto (calciatore)
Teto, pseudonimo di Alberto Martín Díaz (Santa Cruz de Tenerife, 13 settembre 2001), è un calciatore spagnolo, attaccante del Johor Darul Ta'zim.

## Carriera
Teto è entrato a far parte del settore giovanile del Tenerife nel 2011 all'età di nove anni. Il 20 marzo 2021 ha debuttato con la squadra riserve nell'incontro di Tercera División vinto 2-0 contro il Güímar.
Il 2 dicembre 2021 ha esordito in prima squadra nell'incontro di Coppa del Re vinto ai rigori contro l'Ibiza Islas Pitiusas ed il 19 settembre 2022 ha segnato il suo primo gol con il club biancoblu nell'incontro di Segunda División vinto 3-1 contro il Malaga. L'11 novembre ha rinnovato il suo contratto fino al 2027.

## Statistiche

### Presenze e reti nei club
Statistiche aggiornate al 21 dicembre 2023.
| Stagione        | Squadra         | Campionato      | Campionato | Campionato | Coppe nazionali | Coppe nazionali | Coppe nazionali | Coppe continentali | Coppe continentali | Coppe continentali | Altre coppe | Altre coppe | Altre coppe | Totale | Totale | Totale |
| Stagione        | Squadra         | Comp            | Pres       | Reti       | Comp            | Pres            | Reti            | Comp               | Pres               | Reti               | Comp        | Pres        | Reti        | Pres   | Reti   |        |
| --------------- | --------------- | --------------- | ---------- | ---------- | --------------- | --------------- | --------------- | ------------------ | ------------------ | ------------------ | ----------- | ----------- | ----------- | ------ | ------ | ------ |
| 2020-2021       | Tenerife B      | TD              | 9          | 2          |                 | -               | -               |                    | -                  | -                  |             | -           | -           | 9      | 2      |        |
| 2021-2022       | Tenerife B      | SDR             | 31         | 11         |                 | -               | -               |                    | -                  | -                  |             | -           | -           | 31     | 11     |        |
| 2021-2022       | Tenerife        | SD              | 0          | 0          | CR              | 1               | 0               |                    | -                  | -                  |             | -           | -           | 1      | 0      |        |
| 2022-2023       | Tenerife        | SD              | 36         | 3          | CR              | 1               | 0               |                    | -                  | -                  |             | -           | -           | 37     | 3      |        |
| 2023-2024       | Tenerife        | SD              | 16         | 2          | CR              | 2               | 0               |                    | -                  | -                  |             | -           | -           | 18     | 2      |        |
| Totale carriera | Totale carriera | Totale carriera | 92         | 18         |                 | 4               | 0               |                    | -                  | -                  |             | -           | -           | 96     | 18     |        |